# 馬玉芳
馬玉芳（1917年—2011年10月23日），香港沙爾德聖保祿修女會修女，在臺灣桃園市創立聖保祿修女會醫院，為第八屆醫療奉獻獎得主。

## 生平
第八屆醫療奉獻獎得主馬玉芳1917年生於香港。因父親經商關係，童年在越南長大。馬玉芳22歲時，不贊成她成為修女的祖母過世，因此在香港發願成為修女。1939年11月25日加入沙爾德聖保祿修女會。二次世界大戰爆發，女修會院址受到流彈波及，馬玉芳頭部後腦勺被爆傷，右胸部也被炸彈碎片擊中。
1961年初，馬玉芳與另兩名修女從服務的九龍聖德肋撒醫院來到桃園奉命建立聖保祿診所時，桃園人口僅二十五萬人、土地多為稻田。與馬修女相識多年的林游來有，見證了聖保祿醫院這一段從無到有的過程：有一次，修女們在租屋處遭竊，所有金錢、賴以維生的食物、器皿，在一夜之間被偷得精光，連筷子也不剩，修女們一方面喝白開水度日，一方面等待香港修女會的救援。這件事被林游來有發現了，便趕來為修女們煮食送飯。診所核准設立後，由於民眾生活困苦，不僅免費義診，甚至連香港修女會提供給修女們的營養品，也全數捐給貧民，有時還兼送奶粉。當地民眾偏遠地區的原住民、老榮民，也不辭辛苦，大老遠跑來掛號。
林游來有眼中的馬修女看來瘦弱不堪，好像風吹便要倒似地，但個性堅強。馬修女雖是診所所長，卻絲毫沒有架子，還親身為病患按摩、打針，甚至捲起袖子，幫助掃地的阿嫂清理環境，並親自為死者整理遺體。修女們也到龜山監獄牧靈、到鄉間義診。有一回，馬修女探訪一戶窮人家時，見一名患有小兒麻痺的男孩發高燒、抽筋，便為他按摩、熱敷，從此並不時地回去探視他。小男生長大後開了家餐館，特地回來邀請馬修女共聚，感謝當年的照顧。
由於聖保祿診所樂善好施，上門求診的病患愈來愈多，1965年，決定擴建成立聖保祿修女會醫院。她從未有過蓋房子或相關工程的經驗，卻會拿著承包商使用的混凝土，到街上挨家請教其他工地的師傅，結果發現醫院承包商偷工減料。她無懼於包商的威脅，厲色指責包商不當，之後每天親自到工地監工，惹來工人怒目而視，甚至幾番作勢要打馬修女。
馬玉芳服務理念的是將自己當成掃把，那裡缺人、就到那裡去、那裡髒、就去那裡打掃。在擔任聖保祿修女會醫院前三任院長期間，曾因醫院經營困難，憂導致嚴重胃出血。她歷經二度嚴重胃出血導致三分之二的胃都割掉，被醫師宣布她只有六個月的生命，她依然活了過來。由於當時醫院人力不足，搬動病床導致脊椎受傷，天天得揹九公斤背架。卸下院長職務後，她每周一至五固定在醫院服務台擔任義工，協助處理行政文書工作。
2005年10月26日，首屆桃園奉獻獎頒贈給廖秀年、鍾肇政、馬玉芳、巴義慈、葉雪雄、黃厚源、簡麒標、劉慶茂、謝文和、傅木枝。縣府把他們的事蹟拍成《一生守候桃園的人》DVD，即日起至11月30日，在縣內三家有線電視中播出。
2005年11月28日，馬玉芳返回香港。2011年10月23日在香港逝世，29日銅鑼灣基督君王小堂舉行殯葬彌撒，葬於跑馬地天主教聖彌額爾墳場。